# Inékar
Inékar är en ort i Mali.   Den ligger i regionen Gao, i den östra delen av landet, 1 300 km öster om huvudstaden Bamako. Inékar ligger 310 meter över havet och antalet invånare är 8 714.
Terrängen runt Inékar är platt.  Trakten runt Inékar är nära nog obefolkad, med mindre än två invånare per kvadratkilometer. Trakten runt Inékar är ofruktbar med lite eller ingen växtlighet.